# Urfjellglovene
Urfjellglovene är ett berg i Antarktis. Det ligger i Östantarktis. Norge gör anspråk på området. Toppen på Urfjellglovene är 2 362 meter över havet.
Terrängen runt Urfjellglovene är kuperad åt sydväst, men åt nordost är den platt. Trakten är obefolkad. Det finns inga samhällen i närheten. 